# Nobile Contrada dei Bossi
La Nobile Contrada dei Bossi è stata una contrada di Milano appartenente al sestiere di Porta Nuova.

## Confini
I confini della contrada andavano dall'incrocio tra le vie San Protaso e Bassano Porrone all'intersezione tra le vie dell'Orso e Giuseppe Verdi. Il confine continuava lungo via Verdi, piazza della Scala, via Case Rotte, piazza San Fedele. Lungo il confine appena descritto la contrada confinava con il sestiere di Porta Comasina, in particolare con la contrada del Rovello e la contrada dell'Orso. Il confine con la contrada dei Rostri, appartenente al sestiere di Porta Nuova, andava dall'incrocio tra piazza San Fedele e via Marino all'intersezione tra via San Protaso e via Porrone. 

## Luoghi di culto
All'interno dei confini della contrada erano situate la chiesa dei Santi Gervasio e Protasio ad Monachos, la chiesa di San Dalmazio, chiesa dei Santi Cosma e Damiano al Carrobbio (che non va confuso con l'odierno "Carrobbio": "carrobbio" significa infatti, genericamente, "incrocio di quattro vie"), la chiesa di San Lorenzo in Turrigia, la chiesa di Santa Veronica e la chiesa di Santa Maria alla Scala, che sono state tutte demolite nel corso dei secoli. In particolare la chiesa di Santa Maria alla Scala sorse sulle vestigia di un edificio di culto preesistente, la già citata chiesa di Santa Veronica.

## Storia

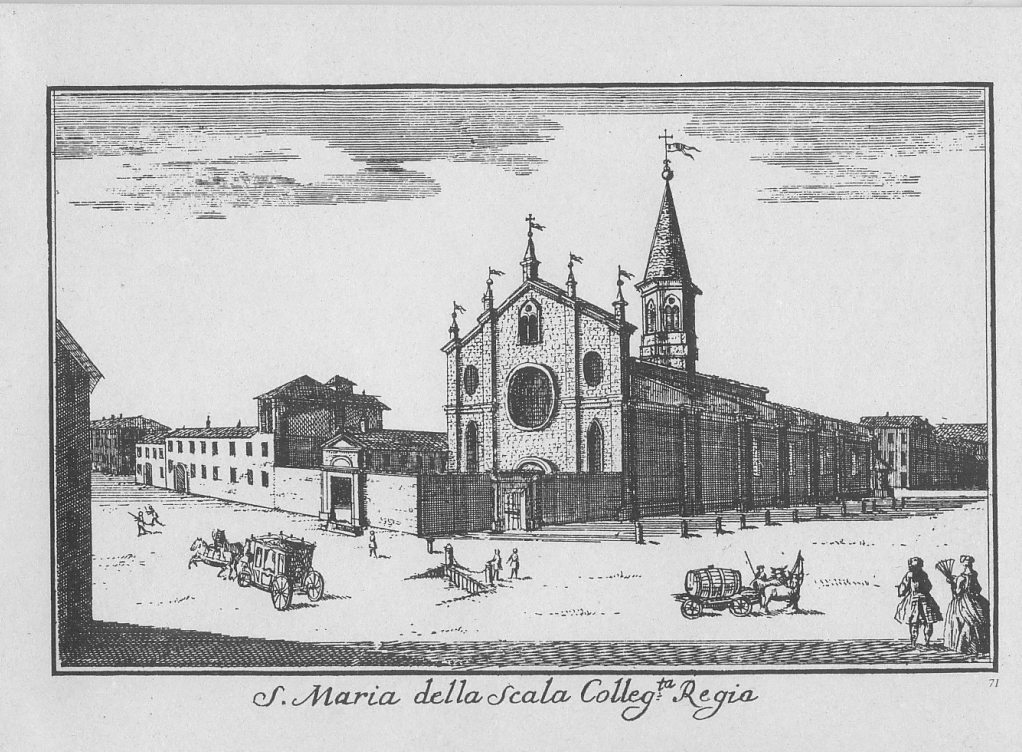
La chiesa di Santa Maria alla Scala su un'incisione del 1745 di Marc'Antonio Dal Re

La contrada prende il nome dal termine latino bos, ovvero "bue". La stilizzazione di questo animale è stata poi riportata sullo stemma della contrada. Dal nome della contrada è poi derivato il nome della famiglia nobiliare milanese dei Bossi. 
Degna di nota è la storia di via Case Rotte. Essa prende il nome dalle case nobiliari dei Della Torre (nobile famiglia milanese che dominò la città dal 1240 al 1277 e dal 1302 al 1311), che vennero tutte distrutte in soli sette giorni quando questa famiglia perse la guerra combattuta contro i Visconti per il dominio su Milano. Le loro rovine, che sono popolarmente note come Guasti Torriani (l'accezione del soprannome è negativa: i Della Torre, dopo la sconfitta, furono oggetto di una vera e propria campagna d'odio), sono definite su documenti del XIV secolo, in latino volgare, Caruptis. 

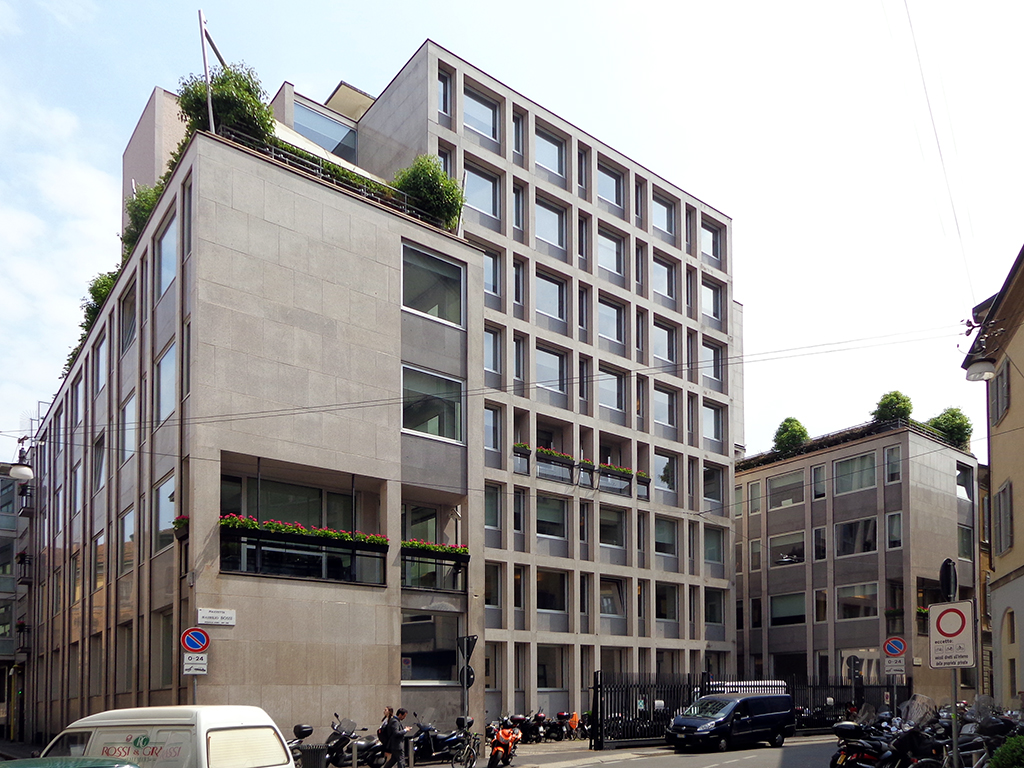
Scorcio di via Filodrammatici

Da Caruptis derivò poi "Case Rotte", da cui il nome dell'omonima via (la zona, in origine, era nota con il nome di "contrada dei Della Torre", toponimo non più usato dopo la loro scomparsa dal panorama politico milanese). Il numero maggiore delle dimore gentilizie dei Della Torre non si trovava però nella contrada dei Bossi, ma in quella della Mazza. Legata a una di queste dimore è la già citata chiesa di Santa Maria alla Scala: fu infatti costruita sui resti di una di esse da Regina della Scala, da cui il nome della chiesa e poi dell'omonimo teatro. L'urbanistica stradale della contrada, andata persa con le demolizioni avvenute nel corso del XIX e del XX secolo, risaliva all'epoca romana.
Degne di nota sono via Filodrammatici, un tempo denominata via San Damiano al Carrobbio, e via Marino, originariamente denominata via San Fedele. Anche la loro urbanistica è origine romana. Entrambe, come testimonia l'antica denominazione della prima via citata, erano laterali alla strada che portava al Carrobbio di Porta Ticinese romana, altro slargo di origine romana. Queste origini sono testimoniate dai molteplici ritrovamenti archeologici ascrivibili all'epoca romana che sono stati scoperti in questa zona.
La maggior parte del quartiere annonario del sestiere di Porta Nuova apparteneva a questa contrada.